# (16640) 1993 QU9
A (16640) 1993 QU9 a Naprendszer kisbolygóövében található aszteroida. Eric Walter Elst fedezte fel 1993. augusztus 20-án.